# Ramon Menezes Hubner
Ramon Menezes Hubner (Contagem, 1972. június 30. –) brazil válogatott labdarúgó.
A brazil válogatott tagjaként részt vett a 2001-es konföderációs kupán.[forrás?]

## Statisztika
| Brazil válogatott | Brazil válogatott | Brazil válogatott |
| Időszak           | Mérk.             | gól               |
| ----------------- | ----------------- | ----------------- |
| 2001              | 5                 | 1                 |
| Összesen          | 5                 | 1                 |